# 马卡斯托尔纳
马卡斯托尔纳（義大利語：Maccastorna），是意大利洛迪省的一个市镇。总面积5平方公里，人口67人，人口密度13.4人/平方公里（2009年）。ISTAT代码为098033。